# Фізіологія тварин і людини
Фізіо́логія твари́н і люди́ни — галузь науки, яка вивчає механізми і закономірності всіх проявів життєдіяльності організму, його органів, тканин, клітин та сублітинних утворень, використовуючи для вивчення й пояснення цих проявів методи й поняття фізики, хімії, математики й кібернетики.
Фізіологія вивчає також закономірності взаємодії живих організмів із довкіллям, їх поведінки в різних умовах існування, а також на різних стадіях росту й розвитку, походження й розвиток фізіологічних процесів під час еволюційного та індивідуального розвитку.
Знання закономірностей перебігу фізіологічних процесів дає змогу передбачати їх зміни за різних умов життєдіяльності та відкриває можливість втручатися в перебіг фізіологічних процесів у бажаному напрямку. Тим самим фізіологія є теоретичною основою медицини, ветеринарії та психології.

## Напрямки досліджень
Основні напрямки досліджень:
- Загальна фізіологія вивчає основні закономірності всієї живої матерії на молекулярному та клітинному рівнях, її реакції на вплив зовнішнього середовища, специфічні особливості, що відрізняють живі об'єкти від неживої природи.
- Фізіологія вищої нервової діяльності вивчає закономірності функціонування вищих відділів центральної нервової системи (кори великих півкуль головного мозку і найближчої підгірки), які забезпечують акти поведінки тварин і людини та взаємодію їх із зовнішнім середовищем і становлять матеріальні основи відчуття, сприймання, мислення, пам'яті.
- Нейрофізіологія вивчає функції нервової системи, розкриває структурно-функціональну організацію різних відділів нервової системи, центральні механізми регуляції функцій організму, з'ясовує основні принципи кодування й передачі сигналів від рецепторів до центральної нервової системи, оброблення інформації на різних рівнях цієї системи та загальних закономірностей перебігу нервових процесів.
- Фізіологія вісцеральних систем вивчає властивості окремих тканин і органів, а також закономірності їх об'єднання в функціональні системи.
- Порівняльна фізіологія досліджує особливості розвитку фізіологічних функцій тваринних організмів у їх еволюційному (філогенез) та індивідуальному (онтогенез) розвитку.
- Вікова фізіологія вивчає закономірності та провідні механізми процесу старіння живих організмів.
- Спеціальна фізіологія вивчає загальні й окремі закономірності життєдіяльності організмів, насамперед людини, відповідно до специфічних умов її діяльності. Завдяки цьому в спеціальну фізіологію виділяють екологічну фізіологію, фізіологію праці, спорту, психофізіологію, космічну, авіаційну, підводну тощо.
- Фізіологічна кібернетика вивчає структурну й функціональну організацію біологічних систем, а також закономірності одержання, перетворення і використання в них інформації.

## Історія розвитку в Україні
В Україні фізіологія тварин і людини почала розвиватися у першій половині 19 ст.; природничі й медичні факультети університетів у Харкові, Львові, Києві й Одесі були першими осередками фізіологічної науки. У другій половині 19 ст., поряд з ними, створено кафедри Фізіології при ветеринарному і сільськогосподарському інститутах. Кафедрами в той час керували такі видатні вчені, як Василь Данилевський (поклав основи електроенцефалографії; в 1889 за праці з фізіології головного мозку одержав премію Паризької АН), Іван Сєченов (рефлекси головного мозку), Броніслав Вериго (нейрофізіологія), Василь Чаговець (електрофізіологія), Іван Щелков. Крім них: Володимир Томса, Петро Спіро, Сергій Чир'єв, Микола Білецький (дихання тварин), Микола Рогович, І. Чуєвеький та інші.
Після першої світової війни збільшилося число кафедр Фізіології при сільскогосподарському, ветеринарному, зоотехнічному, педагогічному й інших інститутах, зокрема при УАН. Фізіологічні дослідження, ведуться в багатьох напрямах, особливо в галузі фізіології нервової системи, електрофізіології, біофізики: Олександр Леонтович (фізіологія вегетативної нервової системи), Платон Костюк (застосував метод мікроелектродного відведення потенціалів для вивчення мембран нейронів спинного мозку), Георгій Фольборт (умовні рефлекси), Олександр Макарченко (взаємовідносини між корою великих півкуль і підкоровими утворами), В. Василевський (нервова, особливо коркова регуляція м'язової діяльності вищих тварин і людини), Пилип Сєрков, Андрій Ємченко (діяльність кори великих півкуль, фізіологія серцевої діяльності, травлення), Петро Богач (роль різних структур гол. мозку в регуляції діяльності шлунково-кишкового тракту), Володимир Скок (фізіологія периферичної вегетативної нервової системи), Данило Воронцов, П. Каплан та інші.
Визначним фізіологом і представником патологічної фізіології був Олександр Богомолець, який створив вчення про фізіологічну систему сполучної тканини і на основі цього запропонував методу патогенетичної терапії ряду захворювань при допомозі антиретикулярної цитотоксичної сироватки. Він також організатор Інституту експериментальної біології і патології Наркомздоров'я УССР та Інституту клінічної фізіології АН УРСР. У цих установах працювали видатні учені: Микола Стражеско, Володимир Воробйов, Володимир Філатов, Ростислав Кавецький, Олександр Леонтович, Микола Сиротинін,  Микола Горєв, Віктор Протопопов,  Ніна Медведєва та інші, праці яких спричинилися до розвитку нормальної і патологічної фізіології.
Порівняльно-фізіологічні і онтофізіологічні дослідження розвинули М. Бєлоусов і О. Олександр Нагорний. Створюється окрема галузь — фізіологія старіння, головним чином завдяки працям ряду українських фізіологів у Києві (Інститут фізіології імені О. Богомольця) і Харкові, що стали важливими центрами її розвитку в СССР (Олександр Богомолець, Юрій Спасокукоцький, О. Середенко, Р. Голубицька, 3. Броновицька, Є. Окунєвська, Є. Сергієнко, В. Володимир Фролькіс та ін.).
Проблеми фізіології праці, спрямовані на знайдення засобів для підвищення теплостійкості і працездатності організму, досліджують В. Васильківський, О. Борщевський, Е. Каган, П. Каплан, Микола Вітте, О. Фельдман та інші; фізіології спорту — Мусій Горкін.
Дослідження в галузі травлення й обміну речовин провадять Г. Фольборт, А. Воробйов, Дмитро Стражеско, Я. Скляров, Т. Гурєєв, Андрій Ємченко, М. Спаський, Т. Свистун, Петро Богач; фізіології травлення с.-г. тварин — О. Квасницький, М. Поніровський, Володимир Нікітин. Фізіологію розмноження с.-г. тварин досліджує О. Квасницький з співробітниками, фізіологію й біохімію лактації — В. Нікітин, умовнорефлекторну діяльність коней — X. Арський, фізіологію печінки — П. Никифоровський, розлади речовин — Степан Ґжицький.
Ендокринологічні дослідження, розпочаті раніше В. Василем Данилевським і Миколою Роговичем, продовжують в Українському інституті експериментальної ендокринології в Харкові (Єлизавета Приходькова, М. Каплан, Б. Альошин) та в інших установах. Взаємозв'язок між нервовою системою й ендокринними залозами вивчають С. Генес, В. Комісаренко та інші. Багато уваги присвячується фізіології кровообігу, дихання, процесам виділення (С. Ярослав, Євген Синельников, Микола Горєв, Володимир Фролькіс, Вадим Березовський, Д. Кочерга, Н. Преображенський). У ряді лабораторій розвивається гістофізіологія і методика тваринних культур (Б. Альошин, Олексій Кронтовський, Олександр Тимофєєвський).
В 1929 році створено Українське Товариство фізіологів, біохіміків і фармакологів, що є частиною Всесоюзного Товариства, яке відбуває свої з'їзди з актуальною науковою тематикою (перший з'їзд відбувся у Харкові).
Праці з фізіології друкуються у «Фізіологічному журналі» (орган Інституту Фізіології, з 1955 виходив українською мовою, з середини 1970-х pp. — рос.). Інститут видає також журнал АН УРСР і AH CCCP «Нейрофізіологія».

### Журнали
- Journal of Physiology
- Journal of Applied Physiology
- Annual Review of Physiology
- American Journal of Physiology - Cell Physiology
- Journal of General Physiology
- Frontiers in Physiology
- Experimental Physiology